# GLORIA〜希望の光〜
GLORIA〜希望の光〜(ぐろりあ きぼうのひかり)は千住明作曲のピアノ曲。日本テレビ開局50周年特別企画「仔犬のワルツ」(2004年4月-6月)の挿入曲として使用された。

## 概要
作曲者は「この曲は題名のとおり、救われるように美しい曲でなければいけない。でも、美しいことは残酷なこと。そして美しい音楽をつけると、残酷なシーンはより引き立つんです」と語っている。
GLORIA〜希望の光〜は5つのバージョンに編曲されている。その中で代表的なバージョンであり、オリジナルバージョンでもあるGLORIA希望の光〜ピアノバージョン(正式には「GLORIA〜希望の光〜」はこのピアノバージョンのみを指すが、ここでは便宜上「GLORIA〜希望の光〜」を単にピアノバージョンという)はNTVドラマ「仔犬のワルツ」の挿入歌として、ドラマの重要な場面で流れるイメージソングである。他に「String Quartet ver.」、「Soft ver.」、「Orchestra ver.」、「Appassionata ver.」があり、どれも「仔犬のワルツ」の挿入歌として使用されている。また、「Appassionata ver.」以外の音源及び楽譜は全てサウンドトラックとして発売されているが、「Appassionata ver.」は音源は一切発売されておらず、楽譜を収録した楽譜集も絶版されていて「幻のバージョン」になっている。

## 特徴
調性は｢Orchestra ver.｣を除いて全てイ長調。
ピアノ・バージョン
作曲者のオリジナルバージョンであり、最もよく知られているバージョンである。過度な技巧は用いられていないが、演奏効果は高い。その響きは美しく、しばしばバレエの曲として使われることがある。
String Quartet ver.(ストリング・カルテット・バージョン)
演奏形態は弦楽四重奏。優雅な印象があり、サビでは残酷的な印象もある。
Soft ver.(ソフト・バージョン)
ピアノ・バージョンとほとんど変わらないが、ピアノのソフトペダルを踏んで柔らかくソフトに聞こえるように演奏されている。
Orchestra ver.(オーケストラ・バージョン)
調性はヘ長調→イ長調。管弦楽による演奏。雄大に演奏され、サビでは悲劇的な印象もある。
Appassionata ver.(アパッショナタ・バージョン)
編曲は石坂慶彦。ピアノ曲として、雄大さと熱情さを持っている。全域に渡り3連符や6連符が頻出し、ほとんどオクターブや和音でその速度が速い為、ピアノ曲としての難易度は高い。ドラマの中では最終話のクライマックスで1度だけ使用された。